# Supercopa da Áustria de Basquetebol
A Supercopa Austríaca de Basquetebol é uma competição disputada em jogo único de sede pré-escolhida entre os campeões da ÖBL e da Copa da Áustria. Ela é disputada desde 2002, quando o Kapfenberg Bulls venceu o Matterburg 49ers por 87-71 na capital Viena e de lá para cá o Swans Gmunden tem sido a equipe de maior êxito com sete conquistas. 

## Histórico
| Ano  | Sede           | Vencedor da ÖBL       | Placar | Vencedor da Copa d'Áustria |
| ---- | -------------- | --------------------- | ------ | -------------------------- |
| 2002 | Viena          | Bulls Kapfenberg      | 87:71  | Mattersburg 49ers          |
| 2003 | Vösendorf      | Bulls Kapfenberg      | 81:74  | Allianz Swans Gmunden      |
| 2004 | Wels           | Bulls Kapfenberg      | 50:85  | Allianz Swans Gmunden      |
| 2005 | Viena          | Allianz Swans Gmunden | 92:64  | Oberwart Gunners           |
| 2006 | Wels           | Allianz Swans Gmunden | 80:69  | WBC Wels                   |
| 2007 | Wels           | Allianz Swans Gmunden | 82:71  | Bulls Kapfenberg           |
| 2008 | Gmunden        | Fürstenfeld Panthers  | 74:79  | Allianz Swans Gmunden      |
| 2009 | Fürstenfeld    | WBC Wels              | 68:77  | Fürstenfeld Panthers       |
| 2010 | Fürstenfeld    | Allianz Swans Gmunden | 69:60  | Panthers                   |
| 2011 | Oberwart       | Allianz Swans Gmunden | 82:61  | Fürstenfeld Panthers       |
| 2012 | Klosterneuburg | Klosterneuburg Dukes  | 91:82  | Allianz Swans Gmunden      |
| 2013 | Viena          | BC Vienna             | 76:78  | Klosterneuburg Dukes       |
| 2014 | Güssing        | Güssing Knights       | 76:77  | Bulls Kapfenberg           |
| 2015 | Güssing        | Halmann Vienna        | 65:77  | Güssing Knights            |
| 2016 | Oberwart       | Oberwart Gunners      | 68:71  | WBC Wels                   |
| 2017 | Kapfenberg     | Bulls Kapfenberg      | 91:72  | Oberwart Gunners           |
| 2018 | Kapfenberg     | Bulls Kapfenberg      | 81:68  | Swans Gmunden              |
| 2018 | Kapfenberg     | Bulls Kapfenberg      | 68:60  | Swans Gmunden              |

fonte:oebl.at